# Дикстал, Фред
Фред Дикстал (нидерл. Fred Dikstaal; 24 мая 1942, Хогкарспел — 19 апреля 1998) — нидерландский футболист, игравший на позиции крайнего нападающего, выступал за команды ВСВ, «Телстар» и «Аякс».

## Спортивная карьера
Футбольную карьеру начинал в клубе ХЕО в родном Хогкарспеле, а в возрасте 14 лет перешёл в клуб «Вест-Фризия» из соседнего города Энкхёйзен. В 1959 году 16-летний нападающий начал привлекаться к играм основной команды, на тот момент «Вест-Фризия» выступала во втором любительском классе Нидерландов. В августе того же года находился на просмотре в клубе «Алкмар '54» и даже принял участие в товарищеском матче с ДВС. В сентябре представители «Алкмара» запросили у «Вест-Фризии» разрешение на переход 17-летнего нападающего.

### ВСВ

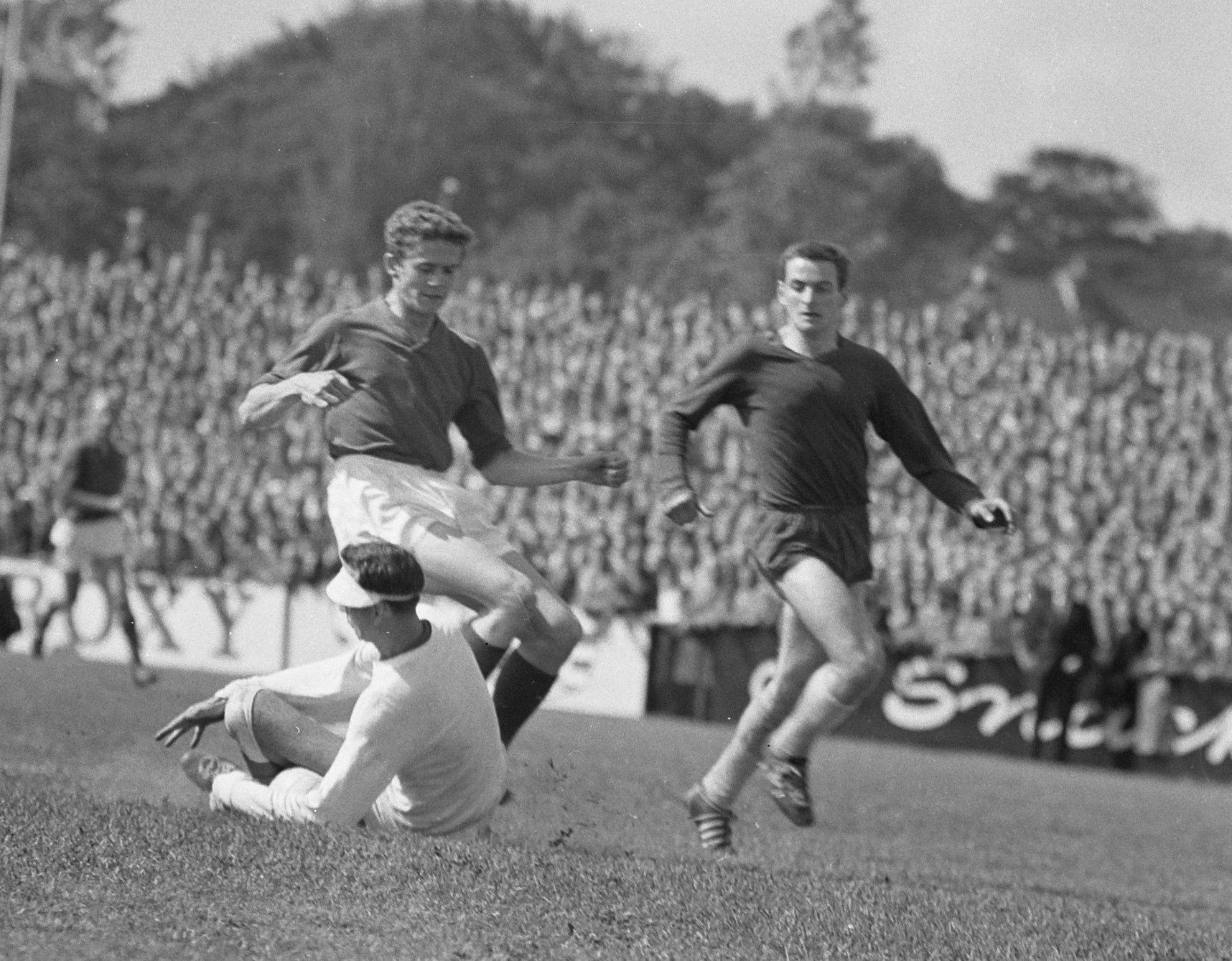
Дикстал (слева) в матче ВСВ — «Харлем» за выход в первый дивизион в июне 1963

С сезона 1961/62 выступал в составе клуба ВСВ из Велзена. В первом дивизионе Нидерландов дебютировал 20 августа 1961 года в матче против клуба ЗФК, сыграв на позиции полусреднего нападающего. 8 октября открыл счёт своим голам в сезоне, забив мяч в ворота «Лимбюргии», но это не помогло команде избежать гостевого поражения (7:4). 18 марта 1962 года ВСВ потерпел самое крупное поражение в сезоне, уступив «Хераклесу» со счётом 10:1 — единственный гол гостей был на счету Дикстала. В дебютном сезоне забил в чемпионате 3 гола в 23 матчах, играя в основном на позиции правого крайнего нападающего; ВСВ занял 16-место в чемпионате и выбыл во второй дивизион.
В первом туре второго дивизиона сезона 1962/63 дома забил гол «Витессу» (1:1), а в следующем матче отличился победным голом на выезде с «Би Квик» (0:1). В том сезоне во всех турнирах забил 7 голов в 35 встречах; ВСВ в чемпионате занял первое место в группе A и вышел в плей-офф, где встретился с «Харлемом» за выход в первый дивизион. В первом матче 19 июня 1963 года была зафиксирована ничья (2:2), а в переигровке 23 июня футболисты ВСВ одержали волевую победу со счётом 3:2 — в середине второго тайма Дикстал забил третий победный гол.

### «Телстар»
В июле 1963 года подписал контракт с полупрофессиональным клубом «Телстар», который был образован после объединения ВСВ и «Стормвогелса». В сезоне 1963/64 сыграл в первом дивизоне 19 матчей и забил 3 гола. «Телстар» финишировал на втором месте и поднялся в высший дивизион страны. Летом 1964 года команду возглавил англичанин Джек Мэнселл, при котором Дикстал стал редко попадать в основной состав. Дебютную игру в чемпионате провёл 8 ноября 1964 года против клуба ГВАВ, заменив в стартовом составе Яна Букестейна — по ходу матча «Телстар» выигрывал 2:1, но всё же уступил со счётом 2:3. Всего в чемпионате сыграл 5 матчей и забил один гол, в игре с «Фортуной '54».
Перед началом сезона 1965/66 новым главным тренером «Телстара» стал румын Оливер Гаспар, с его приходом Фред вернулся в основной состав. 8 августа 1965 года забил два гола в товарищеском матче с английским «Ротерем Юнайтед». В чемпионате того сезона принял участие в 19 матчах и забил один гол. В июне 1966 года был выставлен клубом на трансфер.

### «Аякс»

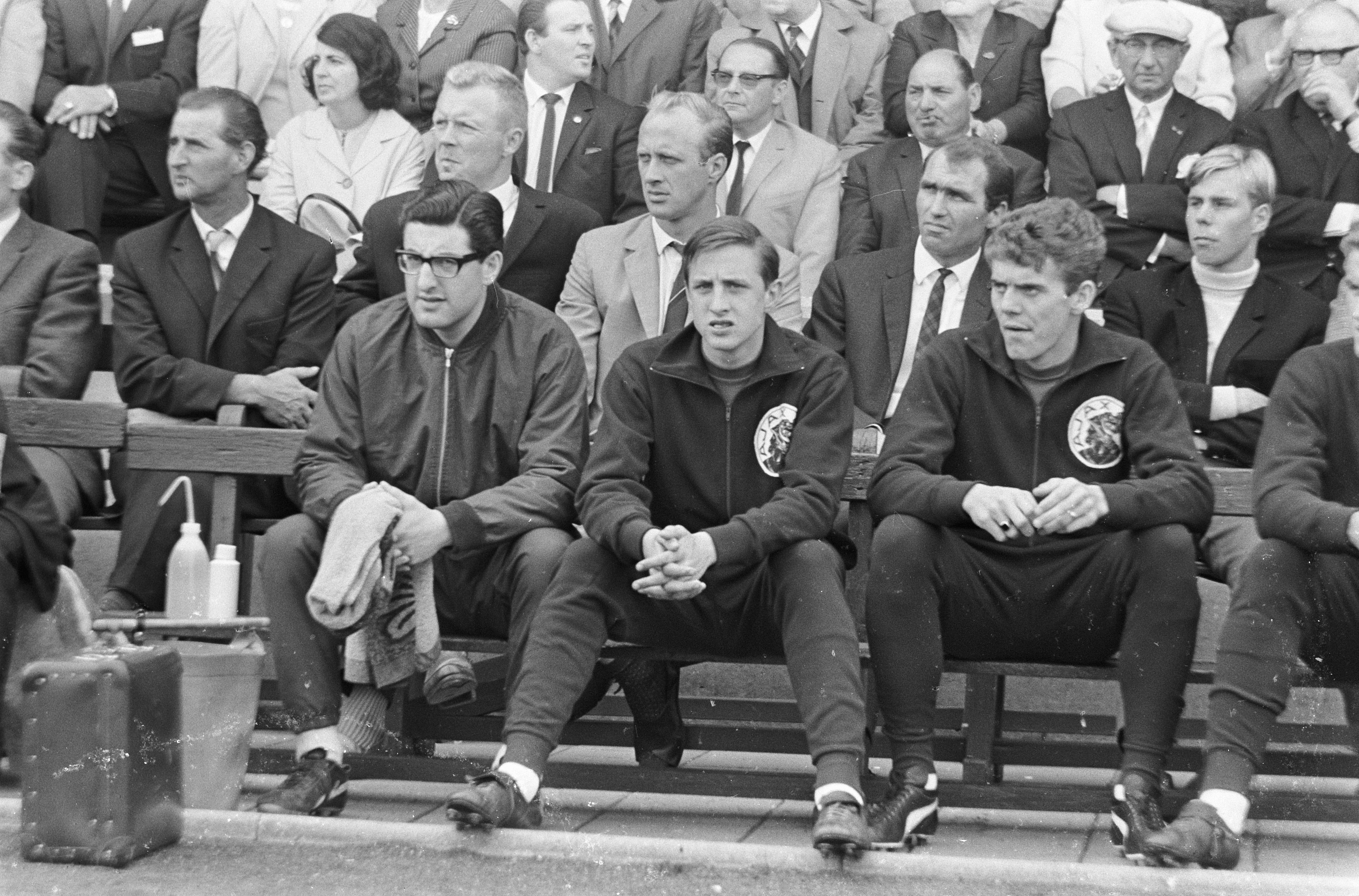
Дикстал (справа) и Йохан Кройф на скамейке запасных «Аякса» в августе 1966

В июле 1966 года перешёл в амстердамский «Аякс». В новой команде дебютировал 21 августа в матче 2-го тура чемпионата против НАК, выйдя на замену вместо Шака Сварта на 30-й минуте. Встреча завершилась крупной домашней победой амстердамцев со счётом 4:1. 18 сентября сыграл за «Аякс 2», поскольку главный тренер Ринус Михелс хотел получше подготовить команду к матчам Кубка европейских чемпионов и выставил на игру резервного дивизиона основной состав. Фред продолжил играть за резерв и в следующих матчах, в основном на позиции левого полузащитника.
23 октября 1966 года впервые был включён в стартовый состав первой команды на матч чемпионата c ДОС, заменив травмированного Йохана Кройфа. В конце первого тайма сделал голевой пас на Хенка Грота, который головой замкнул навес с фланга — «Аякс» одержал победу со счётом 3:1. 25 октября в последний раз появился на поле в составе первой команды, выйдя на замену во втором тайме товарищеского матча с «Кёльном».
В мае 1967 года был выставлен «Аяксом» на трансфер. В июне сообщалось, что предстоящий сезон 25-летний футболист проведёт в «Харлеме», но переход не состоялся. Дикстал не покинул клуб и в следующее трансферное окно летом 1968 года. В феврале 1969 года находился в «Блау-Вите». Официально он смог уйти из «Аякса» лишь после окончания контракта в 1969 году.

## Личная жизнь
Отец — Ян Дикстал, был родом из деревни Сейбекарспел, мать — Сейтье Вер, родилась в деревне Хогкарспел. Родители поженились в мае 1932 года в Хогкарспеле — на момент женитьбы отец был флористом.
В декабре 1969 года родился сын Франк, который тоже стал футболистом — играл как полузащитник за «Харлем», МВВ и «Телстар».
Умер 19 апреля 1998 года в возрасте 55 лет.

## Достижения
ВСВ
- Победитель Второго дивизиона Нидерландов: 1962/63[нидерл.]

## Статистика по сезонам
| Клуб             | Сезон            | Лига | Лига | Кубок | Кубок | Прочие | Прочие | Итого | Итого |
| Клуб             | Сезон            | Игры | Голы | Игры  | Голы  | Игры   | Голы   | Игры  | Голы  |
| ---------------- | ---------------- | ---- | ---- | ----- | ----- | ------ | ------ | ----- | ----- |
| ВСВ (Велзен)     | 1961/62          | 23   | 3    | 2     | 1     | —      | —      | 25    | 4     |
| ВСВ (Велзен)     | 1962/63          | 32   | 5    | 3     | 1     | 2      | 1      | 37    | 7     |
| ВСВ (Велзен)     | Итого            | 55   | 8    | 5     | 2     | 2      | 1      | 62    | 11    |
| Телстар          | 1963/64          | 19   | 3    | 1     | 0     | —      | —      | 20    | 3     |
| Телстар          | 1964/65          | 5    | 1    | 1     | 0     | —      | —      | 6     | 1     |
| Телстар          | 1965/66          | 19   | 1    | 3     | 1     | —      | —      | 22    | 2     |
| Телстар          | Итого            | 43   | 5    | 5     | 1     | —      | —      | 48    | 6     |
| Аякс             | 1966/67          | 2    | 0    | 0     | 0     | —      | —      | 2     | 0     |
| Аякс             | Итого            | 2    | 0    | 0     | 0     | —      | —      | 2     | 0     |
| Всего за карьеру | Всего за карьеру | 100  | 13   | 10    | 3     | 2      | 1      | 112   | 17    |